# Соната № 2 для фортепиано (Прокофьев)
Соната для фортепиано № 2 Ре-минор, Op. 14 была сочинена Сергеем Прокофьевым в 1912 году в городе Кисловодске. Премьера состоялась 4 февраля 1914 года в Москве с композитором в качестве исполнителя. Прокофьев посвятил сонату своему другу и однокурснику по Санкт-Петербургской консерватории, Максимилиану Шмидтгофу, который покончил жизнь самоубийством в 1913 году.
Соната состоит из следующих частей:
1. Allegro, ma non troppo — Più mosso — Tempo primo
2. Scherzo. Allegro marcato
3. Andante
4. Vivace — Moderato — Vivace